# إليك فرازير
إليك فرازير (بالإنجليزية: Alec Fraser)‏ هو لاعب كرة قدم بريطاني (وحمل سابقاً جنسية المملكة المتحدة لبريطانيا العظمى وأيرلندا) في مركز الهجوم، ولد في 1883 في إنفرنيس في المملكة المتحدة. لعب مع دارلينجتون إف سى ونادي برادفورد بارك أفنيو ونادي فولهام ونادي ميدلزبره ونيوكاسل يونايتد وإنفيرنس ثيسل ‏.